# Crocidura somalica
Crocidura somalica es una especie de musaraña (mamífero placentario de la familia Soricidae).

## Distribución geográfica
Se encuentra en Etiopía, Malí, Sudán y posiblemente también en Somalia.